# Lokovica, Šoštanj
Lokovica je naselje v Občini Šoštanj  v Republiki Sloveniji. Leži med hribi južno od mesta Šoštanj. Območje je del tradicionalnega območja Štajerske Razprostira se na 8.06 km² nad približno 388 m nadmorske višine. Vas ima po podatkih popisa prebivalstva iz leta 2002 850 prebivalcev.